# 富永智津子
富永 智津子（とみなが ちづこ、1942年(昭和17年)1月18日 - ）は、アフリカ史学者、元宮城学院女子大学教授。
三重県生まれ。1964年東京女子大学文理学部西洋史学科卒業、1982年津田塾大学大学院国際関係学研究科修士課程修了、1987年東京大学大学院社会学研究科国際関係論博士課程中退。宮城学院女子短期大学助教授、89年教授、宮城学院女子大学学芸学部教授。2008年定年。専攻、東アフリカ・スワヒリ史。

## 著書

### 単著
- 『ザンジバルの笛 東アフリカ・スワヒリ世界の歴史と文化』未來社、2001年。
- 『スワヒリ都市の盛衰』山川出版社〈世界史リブレット〉、2008年。

### 共編著
- 永原陽子共編 編『新しいアフリカ史像を求めて 女性・ジェンダー・フェミニズム』御茶の水書房、2006年。
- 増谷英樹、清水透共著 編『オルタナティヴの歴史学』有志舎〈21世紀歴史学の創造〉、2013年。

### 翻訳
- コーラ・アン・プレスリー『アフリカの女性史 ケニア独立闘争とキクユ社会』未來社、1999年。
- アイリス・バーガー、E.フランシス・ホワイト『アフリカ史再考 女性・ジェンダーの視点から』未來社、2004年。
- ワンボイ・ワイヤキ・オティエノ『マウマウの娘 あるケニア人女性の回想』未來社、2007年。

## 参考
- ISBN 978-4-624-11181-6
- J-GLOBAL
- 『現代日本人名録』2002年
- 富永智津子先生退職記念号「多民族社会における宗教と文化」2008